# Cefalà Diana
Cefalà Diana är en ort och kommun i storstadsregionen Palermo, innan 2015 i provinsen Palermo, i regionen Sicilien i sydvästra Italien. Kommunen hade 1 030 invånare (2017).